# Саковский, Карл Карлович
Карл Карлович Саковский (1879 г. - 05.12.1968) — писатель-зоотехник. Высшее образование получил в Юрьеве, Цюрихе и Берне. В последнем удостоен университетом степени доктора ветеринарной медицины. В 1906 г. Бернским университетом оставлен при кафедре зоотехники и зоогигиены. Сотрудничал при составлении «Словаря Брокгауза и Ефрона», принимал деятельное участие в журналах «Архив Ветеринарных Наук», «Молочное Хозяйство», «Deutsche landswirtschaftlische Tierzucht» и «Jahrbuch für wissenschaflische und praktische Tierzucht». Отдельно издал книгу «Краткий очерк современного положения крупного рогатого скота и меры к развитию и улучшению его в различных странах» (СПб., 1905), затем «Крупный рогатый скот России накануне XX столетия под влиянием экономических и зоотехнических факторов» (диссертация, Берн, 1906).